# A Wife by Proxy
A Wife by Proxy er en amerikansk stumfilm fra 1917 af John H. Collins.

## Medvirkende
- Mabel Taliaferro som Jerry McNairn
- Robert Walker som Norton Burbeck
- Sally Crute som Beatrice Gaden
- Fred Jones som Frederick Gaden
- Yale Benner som Howard Curtis